# Mestalla (barrio)

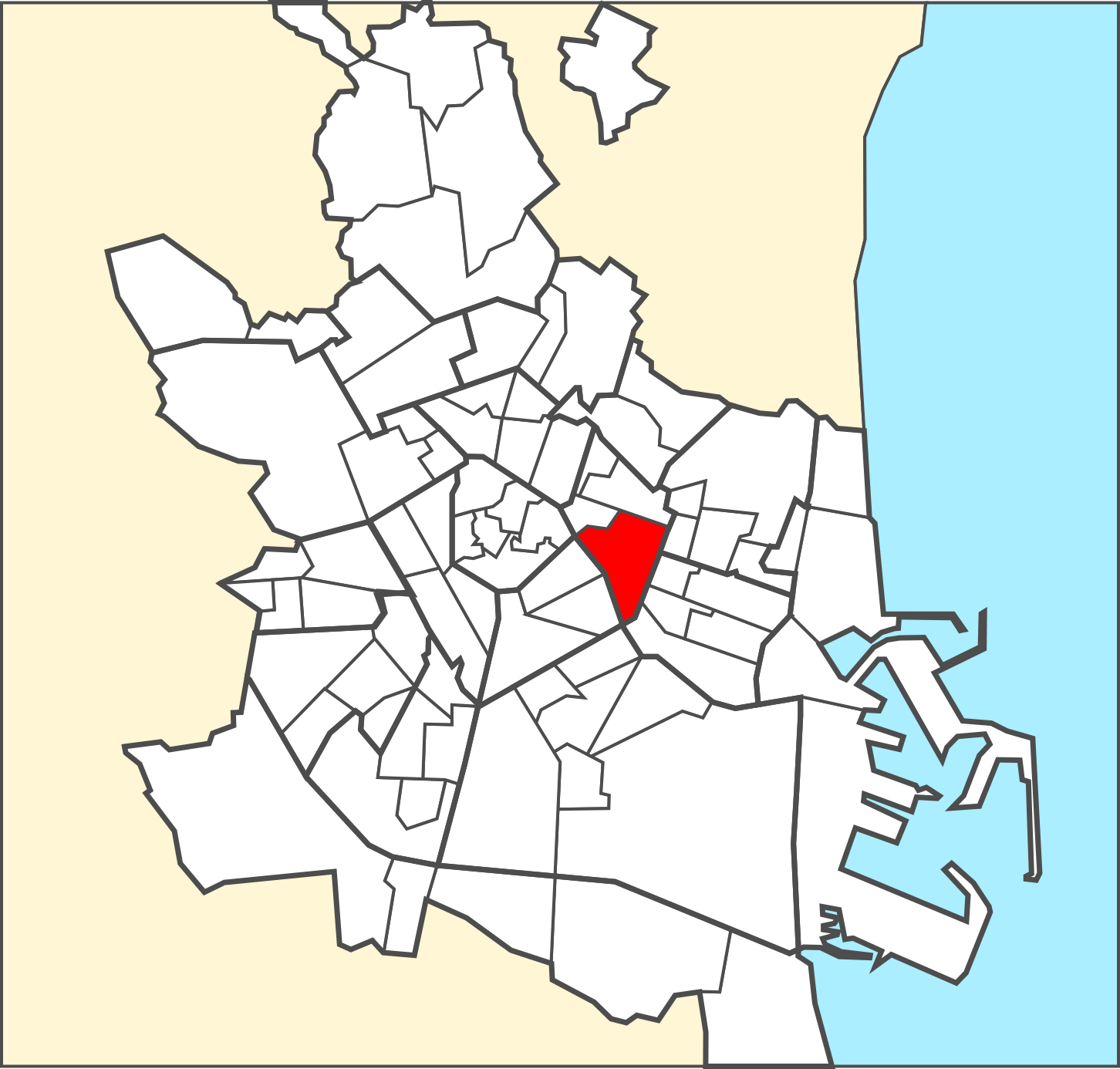
Localización del barrio de Mestalla en la ciudad de Valencia.

Mestalla es un barrio de la ciudad de Valencia (España), perteneciente al distrito de El Pla del Real. Está situado en el centro de la ciudad y limita al norte con Ciudad Universitaria, al este con Amistat, Albors, Camí Fondo y Penya-Roja, al sur con El Pla del Remei y Gran Vía y al oeste con Exposición. Su población en 2022 era de 14.600 habitantes.